# Керри-блю-терьер
Керри-блю-терьер (англ. kerry blue terrier) — порода собак, выведенная в графстве Керри в Ирландии. Это крепкая и гармонично сложенная собака с отлично развитой мускулатурой. Эта порода была известна у себя на родине, в Ирландии, по меньшей мере лет 150 назад. Использовалась в качестве пастуха овечьих отар, сторожевого пса. Керри — хороший пловец, сторож, охотник и крысолов.

## Описание
Наиболее заметные особенности керри-блю-терьера — подстриженная по особой, «квадратной» форме голова и необычный окрас. Щенки имеют яркий чёрный окрас, который к 2—3 годам сменяется серо-голубым оттенком. Этот процесс называется перецветом и может проходить со временным побурением шерсти. Допускаются белые отметины на груди. Шерсть керри густая, без подшёрстка, шелковистая, мягкая и обильная. Интересно то, что данная порода практически не линяет и не имеет запаха. Соответственно доставляет гораздо меньше хлопот по уборке помещения. Но этой собаке необходимы регулярные стрижки и расчесывание. В особенности это касается лап и морды.
До недавнего времени сразу после рождения щенкам керри-блю-терьера, по старой традиции, купировали хвост, как и многим другим терьерам, предположительно, чтобы при охоте на лис и других норных животных, было удобнее вытаскивать собаку за хвост из норы, когда та лезла за добычей.
Также особенностью породы является склеивание ушей для создания хрящика, придающего ушам сложенность, например, в отличие от торчащих ушей немецкой овчарки.

## История породы

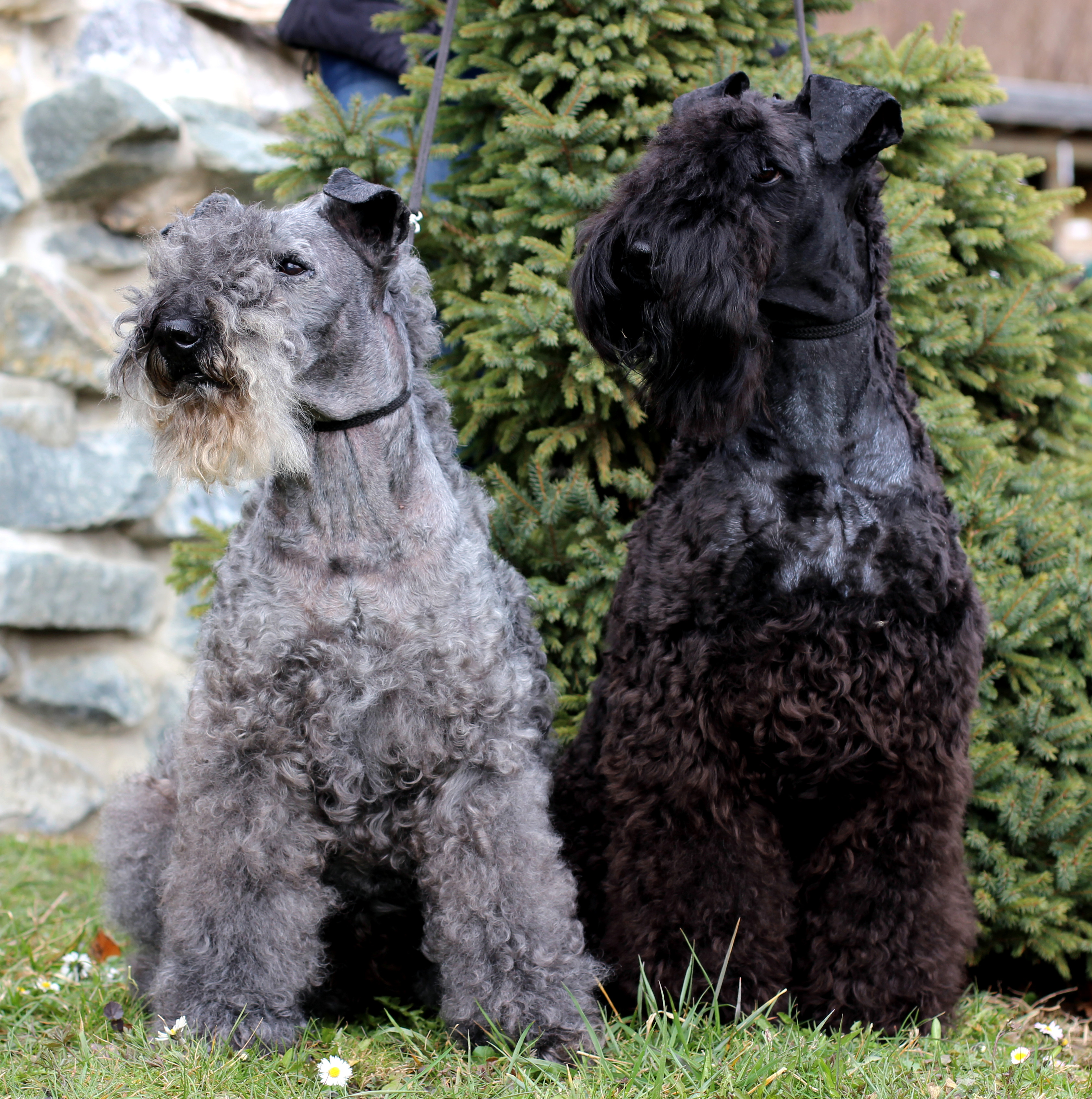
Керри-блю-терьер

Точное происхождение породы установить трудно, однако известно, что порода имеет весьма почтенный возраст. По некоторым данным все терьеры острова Ирландия назывались ирландскими, существенно различаясь по типу, окрасу, структуре шерсти. Ирландские фермеры разводили керри-блю-терьеров на основе чёрно-подпалого английского терьера, а затем скрещивали их с ирландским волкодавом. Это позволило улучшить чутье собак и закрепить не слишком заметный в лесу серо-голубой окрас. Дальнейшие вводные скрещивания, по-видимому с бедлингтонами и пшеничными терьерами привели к формированию определённого типа шерсти. В литературе также имеется иная версия о якобы имевших место скрещиваниях с легендарным пуделем, спасшимся с тонущего корабля Испанской Армады, собаки изысканной и элегантной внешности, с длинной шерстью.
Эта собака всегда была неотъемлемой частью сельской жизни Южной Ирландии, она охраняла дом, присматривала за детьми, пасла скот, истребляла сухопутных и водяных крыс. У керри прекрасная выставочная карьера: впервые порода демонстрировалась на выставке Crufts в Англии в феврале 1922 года, где было показано около 20 собак. В том же году началась регистрация собак этой породы в США и Канаде, а ещё три года спустя основан клуб КБТ.

## Темперамент
Керри-блю терьер формировался как домашняя собака, всегда жившая с семьёй крестьянина. Высоко ценилась прежде всего смелость этих собак, так как они охраняли дом и использовались для охоты. От собак, выполнявших столь многообразные функции требовалась недюжинная смекалка: им приходилось ещё и пасти скот, лошадей и даже подавать дичь из воды на охоте.
В настоящее время керри практически домашняя собака, несомненно сохранившая все инстинкты сторожа и охотника. Очень преданная хозяину, не оставит без внимания других членов семьи. Этот терьер склонен к игривости, любит детей, зарегистрированы случаи недюжинного ума, а иногда и несобачьей хитрости керри. Керри очень дружелюбная собака.